# (31006) 1995 XC
1995 أكس سي (ويعرف أيضًا باسم (31006) 1995 أكس سي وفق تسمية الكوكب الصغير) (بالإنجليزية: 1995 XC)‏ هو كويكب ضمن حزام الكويكبات؛ وترتيبه 31006 من حيث الاكتشاف.
اكتُشف هذا الجُرم الفلكي بواسطة Dennis di Cicco ‏ في 3 ديسمبر 1995.

## وصلات خارجية
- (31006) 1995 XC في قاعدة بيانات مختبر الدفع النفاث لأجرام النظام الشمسي الصغيرة

- الاكتشاف · مخطط المدار ·  العناصر المدارية · المعلمات المادية

- (31006) 1995 XC على موقع ويكي سكاي: DSS2, SDSS, GALEX, IRAS, Hydrogen α, X-Ray, Astrophoto, Sky Map, Articles and images